# Kleinnaundorf (Freital)
Kleinnaundorf ist ein Stadtteil der sächsischen Großen Kreisstadt Freital im Landkreis Sächsische Schweiz-Osterzgebirge und hat den Status einer Ortschaft. Der im 12. Jahrhundert ersterwähnte und dörflich geprägte Ort ist seit 1974 Stadtteil Freitals.

## Geographie
Kleinnaundorf befindet sich in einer Talsenke am östlichen Rand Freitals, südlich von Dresden. Umgeben wird es von Freital-Burgk im Westen, Dresden-Gittersee im Norden sowie Cunnersdorf und Welschhufe (beide zu Bannewitz) im Osten. Südlich benachbart liegt der Kiefernberg, der kleine Nachbar des Windbergs oberhalb des Poisentals. In Kleinnaundorf liegt die Quelle des Kaitzbachs, welcher die Kleinnaundorfer Talsenke durchfließt, im Kaitzgrund beim namensgebenden Ort Kaitz in das Dresdner Stadtgebiet eintritt und nach weiteren, teilweise unterirdischen Verlauf durch Dresden in die Elbe mündet.

## Geschichte

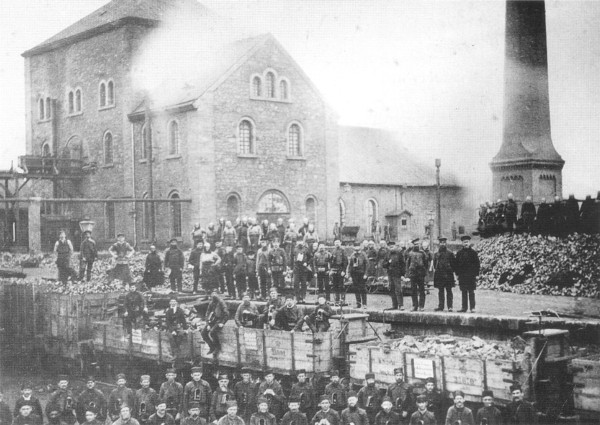
Segen-Gottes-Schacht (um 1889)

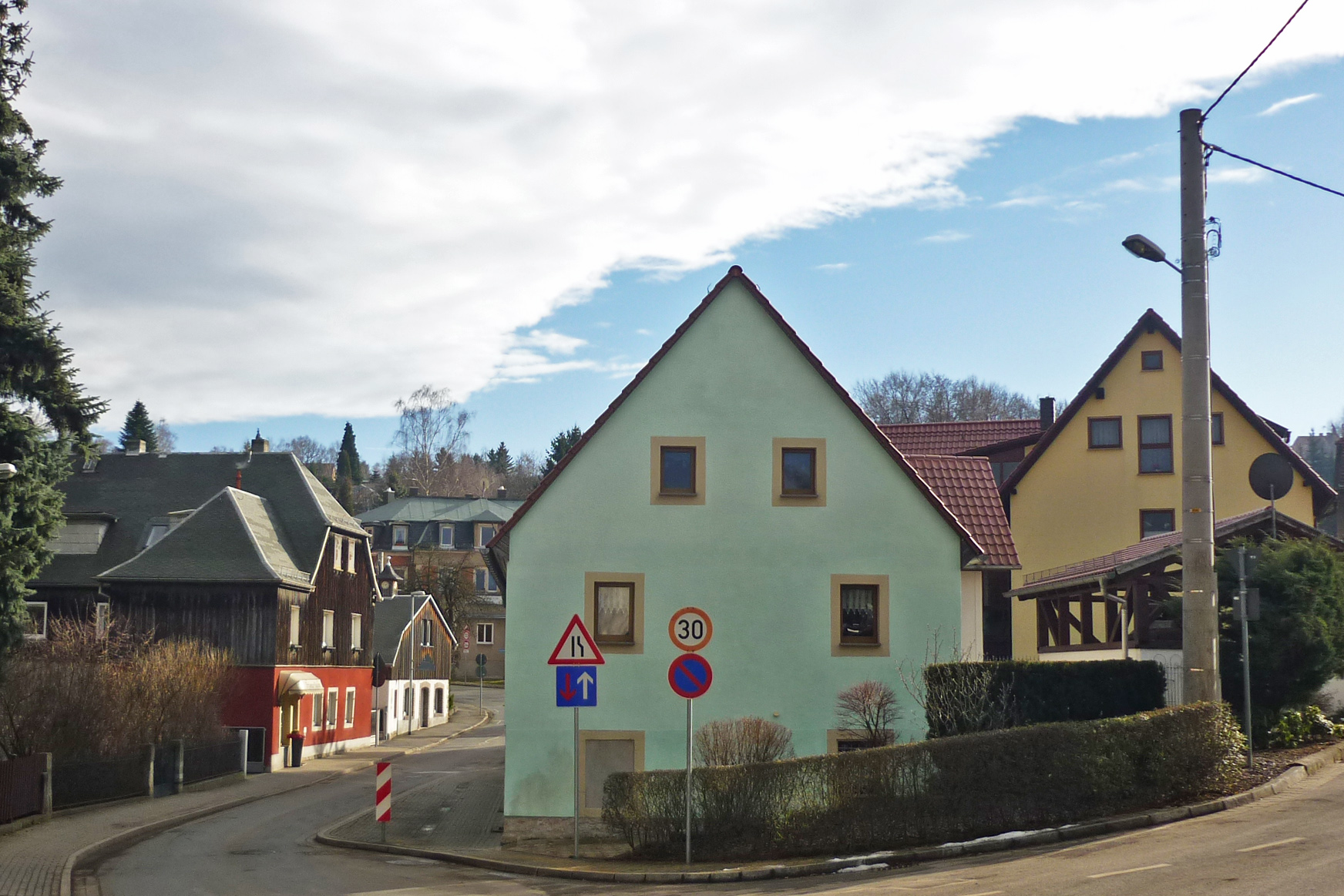
Blick ins Ortszentrum: links Steigerstraße mit Dorfplatz, rechts Feldstraße

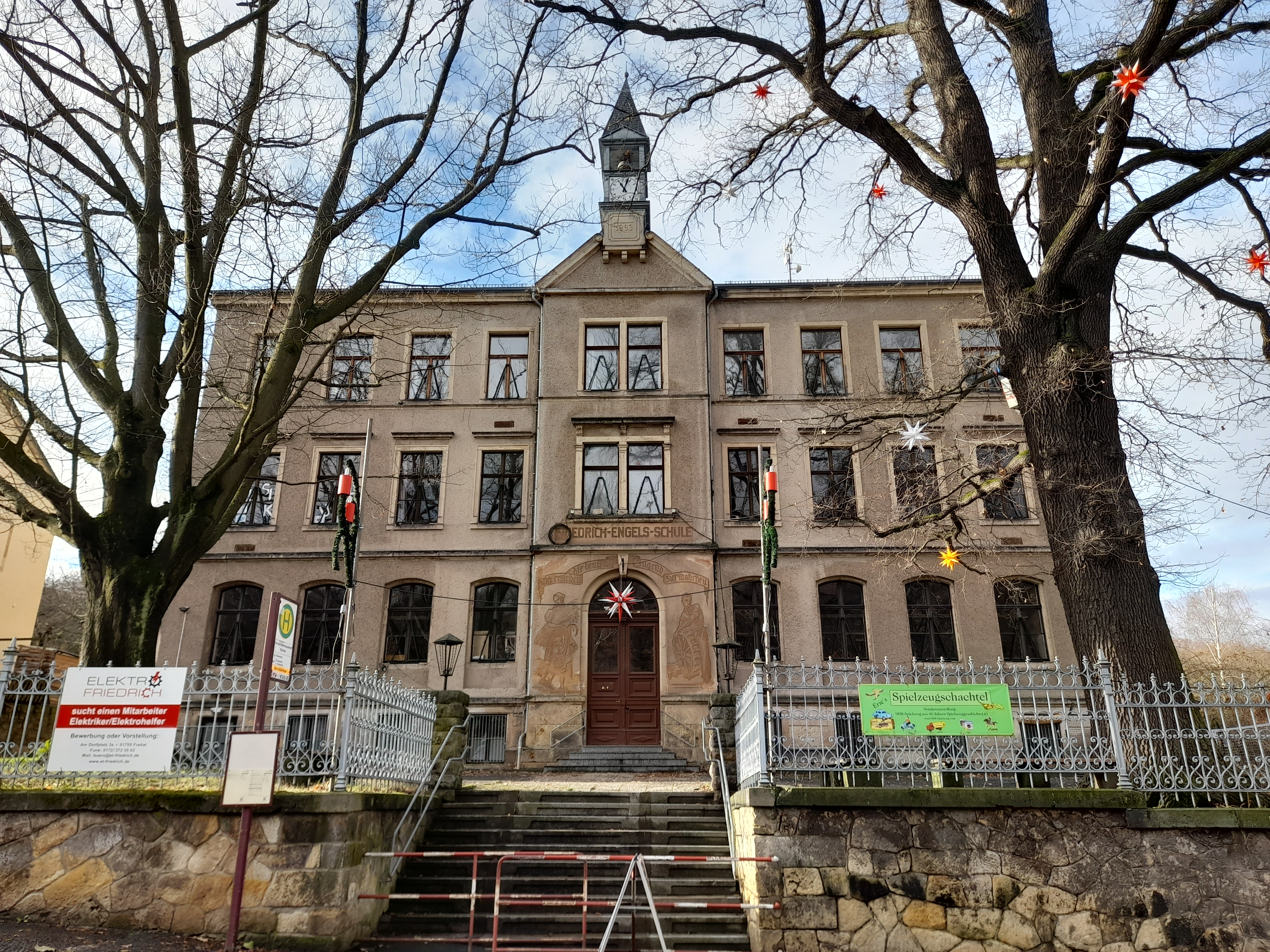
Ehemalige Schule Kleinnaundorf

Kleinnaundorf wurde im Jahr 1144 erstmals erwähnt und ist damit der zweitälteste Stadtteil Freitals. Nachdem das Dorf erst dem Rittergut Burgk gehört hatte, war es später dem Rittergut Potschappel zugeordnet. Seit 1831 gibt es die Schule Kleinnaundorf. Mit der zunehmenden Industrialisierung im 19. Jahrhundert entwickelte sich Kleinnaundorf zur Arbeitersiedlung. Wie im gesamten Freitaler Raum war der bis 1930 betriebene Kohlebergbau der wichtigste Arbeitgeber. Am 1. Januar 1974 wurde Kleinnaundorf in die Stadt Freital eingemeindet. Bis 1981 existierte im Dorf eine eigene Kommandostelle der Freiwilligen Feuerwehr Freital (bis 1989 Berufsfeuerwehr). Durch Kleinnaundorf führte die Windbergbahn. 2015 nahm Kleinnaundorf am Wettbewerb „Unser Dorf hat Zukunft“ teil. 2022 wurde der Festplatz saniert.
Entwicklung der Einwohnerzahl der Gemeinde bzw. des Stadtteils Kleinnaundorf:
| Jahr | Einwohner |
| ---- | --------- |
| 1834 | 193       |
| 1871 | 922       |
| 1885 | 1031      |
| 1890 | 1152      |
| 1910 | 1556      |

| Jahr | Einwohner |
| ---- | --------- |
| 1925 | 1595      |
| 1939 | 1602      |
| 1946 | 1636      |
| 1950 | 1643      |
| 1964 | 1440      |

| Jahr | Einwohner |
| ---- | --------- |
| 1990 | 805       |
| 2000 | 874       |
| 2010 | 1014      |
| 2017 | 1060      |

## Politik
Seit 1994 wird in Kleinnaundorf, wie in drei weiteren Freitaler Stadtteilen, ein Ortschaftsrat gewählt. Der Ortsvorsteher ist seit 2014 Thomas Käfer (Freie Bürger Kleinnaundorf).
Die ersten Ortschaftsratswahlen in Kleinnaundorf fanden am 13. Juni 1999 statt. Die Freien Bürger Kleinnaundorf erreichten bei der Wahl 61,8 % der Stimmen und damit 5 Mandate im Ortschaftsrat. Die ebenfalls angetretene CDU erhielt 38,2 % und kam damit auf 3 Mandate. Die Wahlbeteiligung lag bei 54,4 %.
Die zweite Kleinnaundorfer Ortschaftsratswahl am 13. Juni 2004 brachte für die Freien Bürger Kleinnaundorf alle 8 Sitze, da sie 99,9 % der Stimmen erreichten. Ein ebenfalls angetretener Eigenbewerber erhielt nur eine Stimme und damit 0,1 % der Gesamtstimmen. Die Wahlbeteiligung lag bei 50,7 %.
Am 7. Juni 2009 wurde der dritte Kleinnaundorfer Ortschaftsrat gewählt. Nach der Wahl hatten die Freien Bürger Kleinnaundorf wieder alle 8 Sitze inne. Sie erreichten 89,7 % der Stimmen und setzten sich damit gegen die FDP (10,3 %) durch. Die Wahlbeteiligung stieg auf 53,9 %.
Der vierte Kleinnaundorfer Ortschaftsrat wurde in der Wahl am 25. Mai 2014 ermittelt. Erneut gingen alle Sitze an die Freien Bürger Kleinnaundorf, die 90,4 % der abgegebenen Stimmen auf sich vereinen konnten. Ebenfalls angetreten war die SPD. Sie kam auf 9,6 %, was nicht für einen Sitz im Ortschaftsrat reichte. Es gingen 60,2 % der Kleinnaundorfer wählen, ein erneuter Anstieg im Vergleich zu 2009.
Bei der Wahl zum Kleinnaundorfer Ortschaftsrat am 26. Mai 2019 erhielten die Freien Bürger Kleinnaundorf erneut fast alle abgegebenen Stimmen und alle Sitze im Ortschaftsrat. Es traten weitere fünf Eigenbewerber an, die allesamt weniger als fünf Stimmen bekamen und zusammen ein Prozent der Stimmen erreichten. Die Wahlbeteiligung war mit 73,6 % so hoch wie noch nie.
Am 9. Juni 2024 wurde der Kleinnaundorfer Ortschaftsrat erneut gewählt. Die Freien Bürger Kleinnaundorf vereinten auch bei dieser Wahl mit knapp 75 % die meisten Stimmen auf sich, die erstmals mit eigenen Kandidaten angetretene AfD erreichte 15,6 % und die FDP 9,6 %. Damit gehen sechs Sitze an die FBK und je einer an AfD und FDP. Die Wahlbeteiligung erreichte mit 80,3 % einen neuen Rekordwert.
| Jahr | Wahlbeteiligung | FBK  | AfD  | CDU  | FDP  | SPD | sonstige |
| ---- | --------------- | ---- | ---- | ---- | ---- | --- | -------- |
| 1999 | 54,4            | 61,8 | –    | 38,2 | –    | –   | –        |
| 2004 | 50,7            | 99,9 | –    | –    | –    | –   | 0,1      |
| 2009 | 53,9            | 89,7 | –    | –    | 10,3 | –   | –        |
| 2014 | 60,2            | 90,4 | –    | –    | –    | 9,6 | –        |
| 2019 | 73,6            | 99,0 | –    | –    | –    | –   | 1,0      |
| 2024 | 80,3            | 74,8 | 15,6 | –    | 9,6  | –   | –        |

| Jahr | Gesamt | FBK | AfD | CDU | FDP | SPD | sonstige |
| ---- | ------ | --- | --- | --- | --- | --- | -------- |
| 1999 | 8      | 5   | –   | 3   | –   | –   | –        |
| 2004 | 8      | 8   | –   | –   | –   | –   | 0        |
| 2009 | 8      | 8   | –   | –   | 0   | –   | –        |
| 2014 | 8      | 8   | –   | –   | –   | 0   | –        |
| 2019 | 8      | 8   | –   | –   | –   | –   | 0        |
| 2024 | 8      | 6   | 1   | –   | 1   | –   | –        |

## Religion

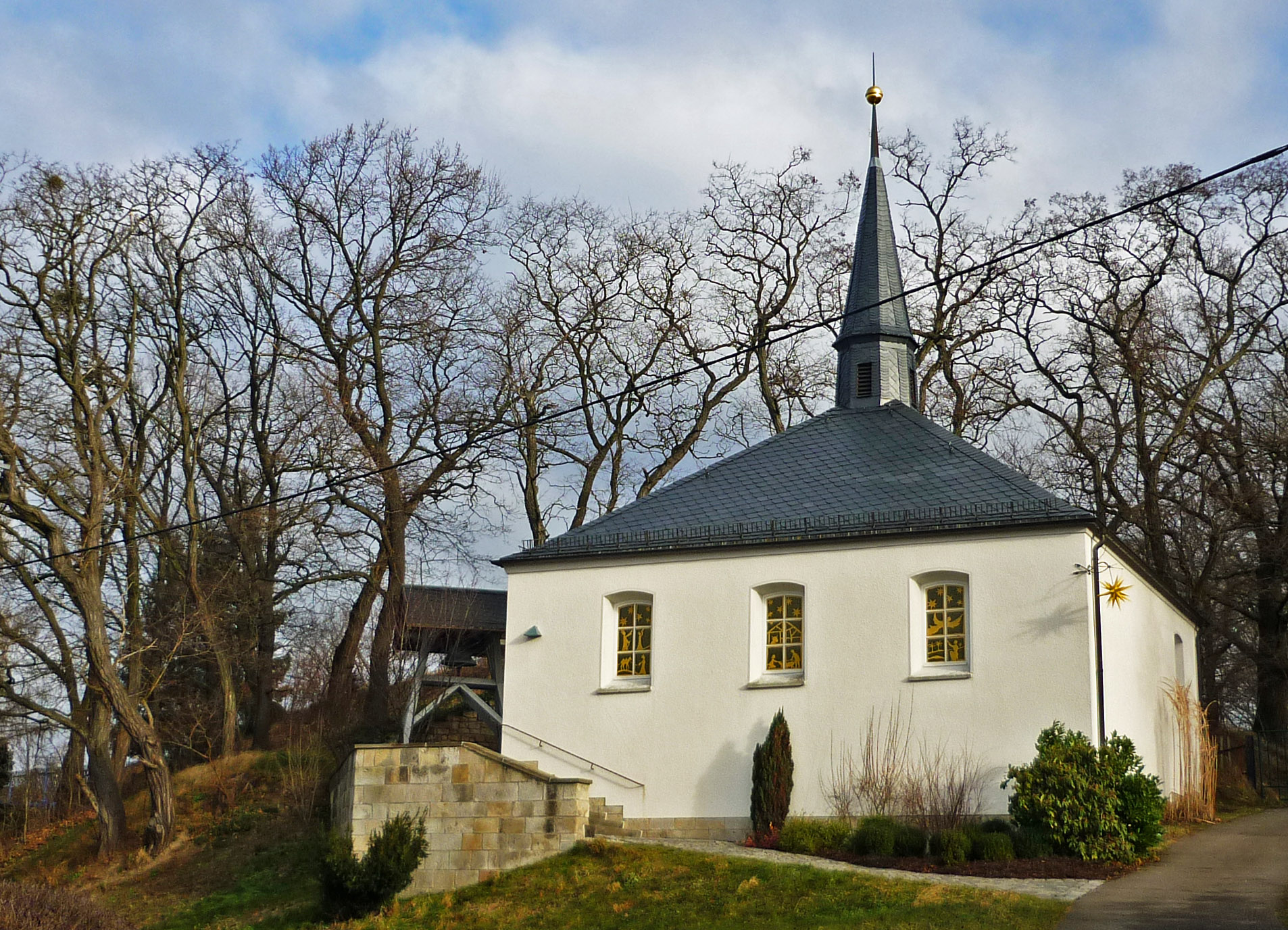
Die Friedenskapelle zu Kleinnaundorf

An der Saarstraße befindet sich die Friedenskapelle Kleinnaundorf, die am 3. Advent 1950 geweiht wurde. Sie war eine der ersten Kirchenneubauten nach dem Zweiten Weltkrieg. Das Evangelisch-lutherische Gotteshaus gehört zur Kirchgemeinde Bannewitz. Zum Gelände gehört noch ein Friedhof.
Im durch die Reformation im 16. Jahrhundert protestantisch geprägten Kleinnaundorf begann 1954 der Bau der römisch-katholischen Maria-Hilf-Kapelle, einer Baracke mit einem kreuzbekrönten Dachreiter. Franz Bänsch, damals Pfarrer der St.-Paulus-Kirche in Dresden-Südvorstadt, errichtete die Kapelle zum Gedenken für die mehr als 1000 Opfer des NS-Regimes im Gefängnis am Münchner Platz in Dresden, die er auf dem Weg zu ihrer Hinrichtung seelsorglich begleitet hat. Am 14. August 1955 erfolgte die Weihe der Kapelle. 1958 schuf der Künstler Friedrich Press eine Kreuzigungsgruppe für den Altar der Kapelle. 1992 wurde die Kapelle wieder aufgegeben und abgerissen. Heute gehören Katholiken in Kleinnaundorf zur Pfarrei Selige Märtyrer vom Münchner Platz Dresden in Dresden.

## Kultur

### Film
Im Juni 1992 fand ein Teil der Dreharbeiten zu Go Trabi Go 2 – Das war der wilde Osten am ehemaligen Freibad statt, die Turnhalle der SG Kleinnaundorf diente als Kulisse für die Gartenzwergfabrik.

### Sehenswürdigkeiten

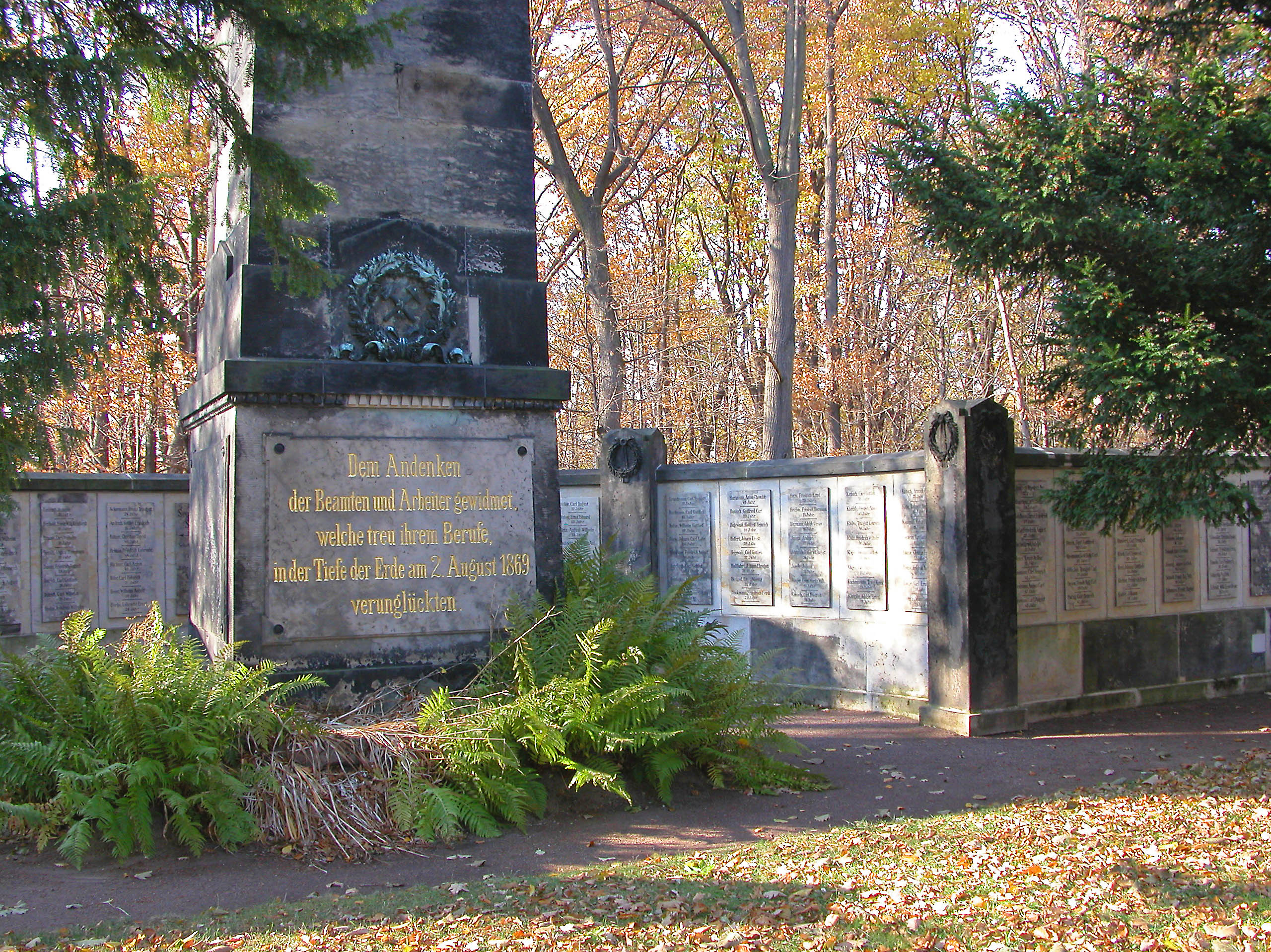
Gedenkstätte „Bergmannsgrab“ am ehem. Segen-Gottes-Schacht in Kleinnaundorf

Südlich des eigentlichen Ortes liegt die kleine Siedlung Am Segen auf dem Bergwerksgelände des Segen-Gottes-Schachtes. Hier befindet sich neben einigen Wohnhäusern, einer Gartensparte und dem ehemaligen LPG-Gelände ein 1870 errichtetes Bergmannsdenkmal. Es erinnert an die 276 Bergleute, die am 2. August 1869 bei einer Schlagwetterexplosion im Segen-Gottes-Schacht und Neuhoffnungsschacht ihr Leben verloren.

### Sport
Die SG Kleinnaundorf e. V. wurde 1869 als „Turnverein Carola“ gegründet. Anfangs wurde im Saal einer Gaststätte an der Steigerstraße geturnt, 1908 wurde eine eigene Turnhalle errichtet. Für kurze Zeit nach dem Ersten Weltkrieg war die Sportgemeinschaft sogar der größte und erfolgreichste Sportverein im Dresdner Umland. In den 1920er Jahren wurde ein Sportplatz seiner Bestimmung übergeben. Nach 1945 erhielt der Verein seinen neuen Namen. Ein Lehrer der örtlichen Schule, Hans Hofmann, prägte den Verein ab Ende der 1950er Jahre wesentlich. Die Jugendmannschaft der Sektion Handball erreichte Mitte der 1960er Jahre einen Meistertitel. Mitte der 2000er Jahre wurde ein Beachvolleyballplatz eingerichtet, die Turnhalle wurde 2008 umfassend saniert und erweitert. Das Dach der Turnhalle konnte ab Mitte 2019 mithilfe von Fördermitteln saniert werden. Das Beachvolleyballfeld wurde inzwischen einige Meter versetzt, auf der Fläche entstand bis zum Sommer 2021 eine Kleinfeldanlage mitsamt Kunstrasen und wurde auf dem Dorf- und Heimatfest 2022 offiziell in Sportanlage Hans Hofmann benannt. Eine Sanierung des Sportplatzes wurde angekündigt.

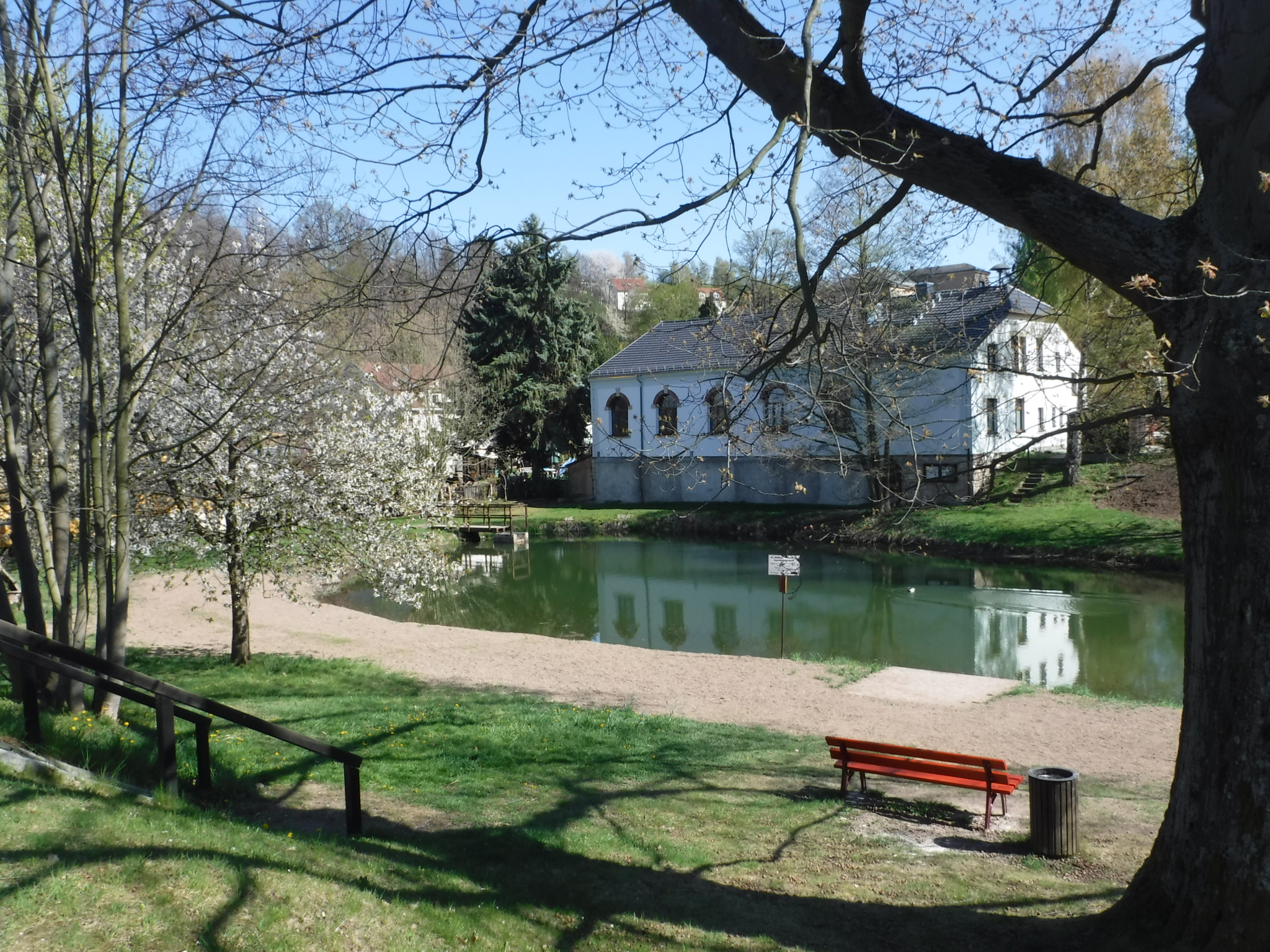
Blick über das ehemalige Freibad zur Turnhalle der SG Kleinnaundorf

Derzeit bietet der Verein Aerobic, Fußball, Pilates, Tanz, Tischtennis, Volleyball und Beachvolleyball sowie Tamburello an. Im Tamburello spielt die Mannschaft regelmäßig bei den German open mit und erzielt vordere Plätze. Die Sportgemeinschaft zählte im Oktober 2019 genau 205 Mitglieder, davon 63 Kinder und Jugendliche.
Jährlich findet in Kleinnaundorf das Seifenkistenrennen statt. Auf der rund 800 Meter langen Strecke vom Alten Bahnhof zur Steigerstraße mit 44 Metern Höhenunterschied beträgt die Höchstgeschwindigkeit bis zu 75 km/h. Im August 2020 erfolgte hier die 11. Deutsche Meisterschaft im Speed-down-Seifenkistenrennen.

## Verkehr

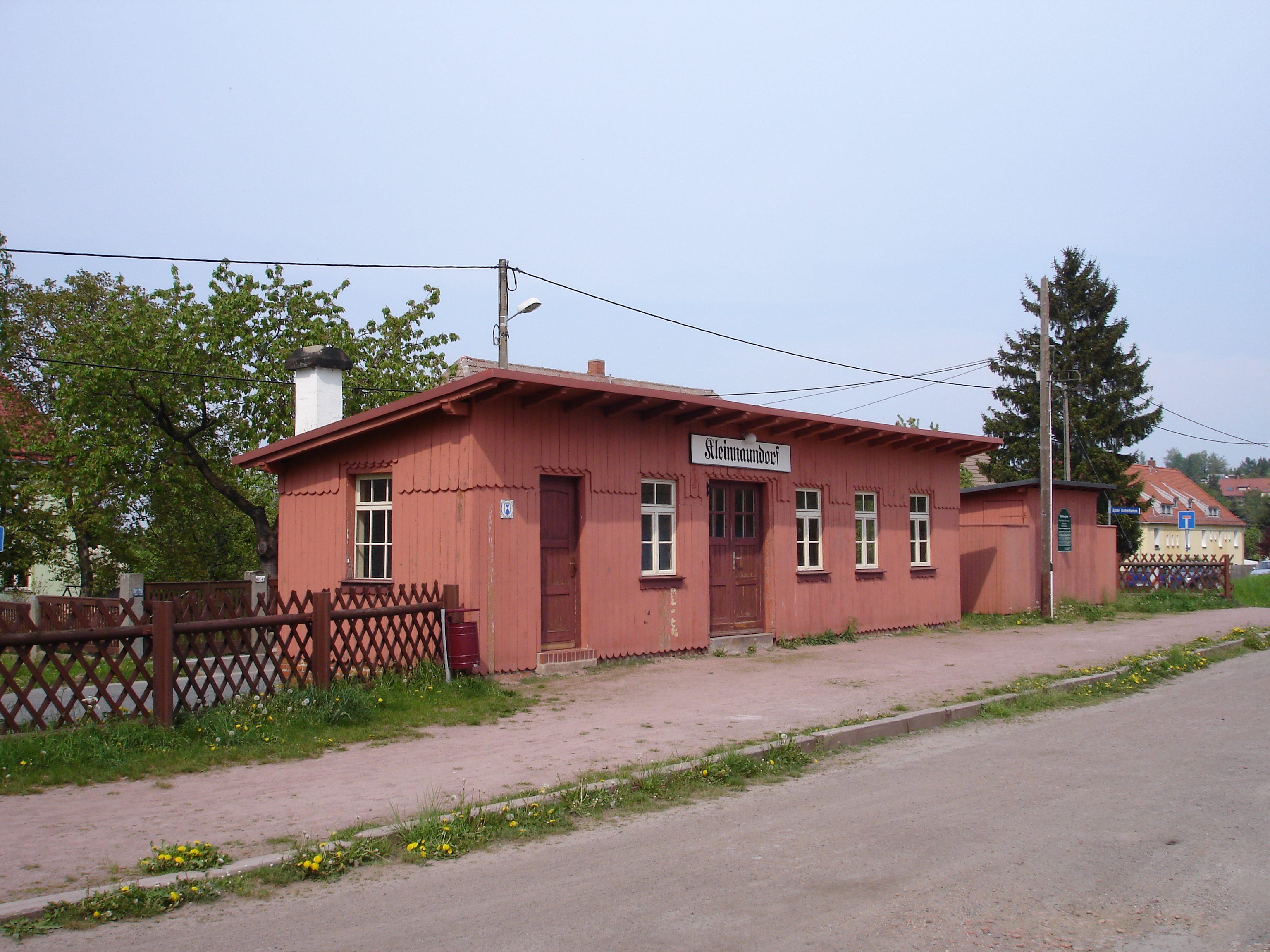
Haltepunkt Kleinnaundorf

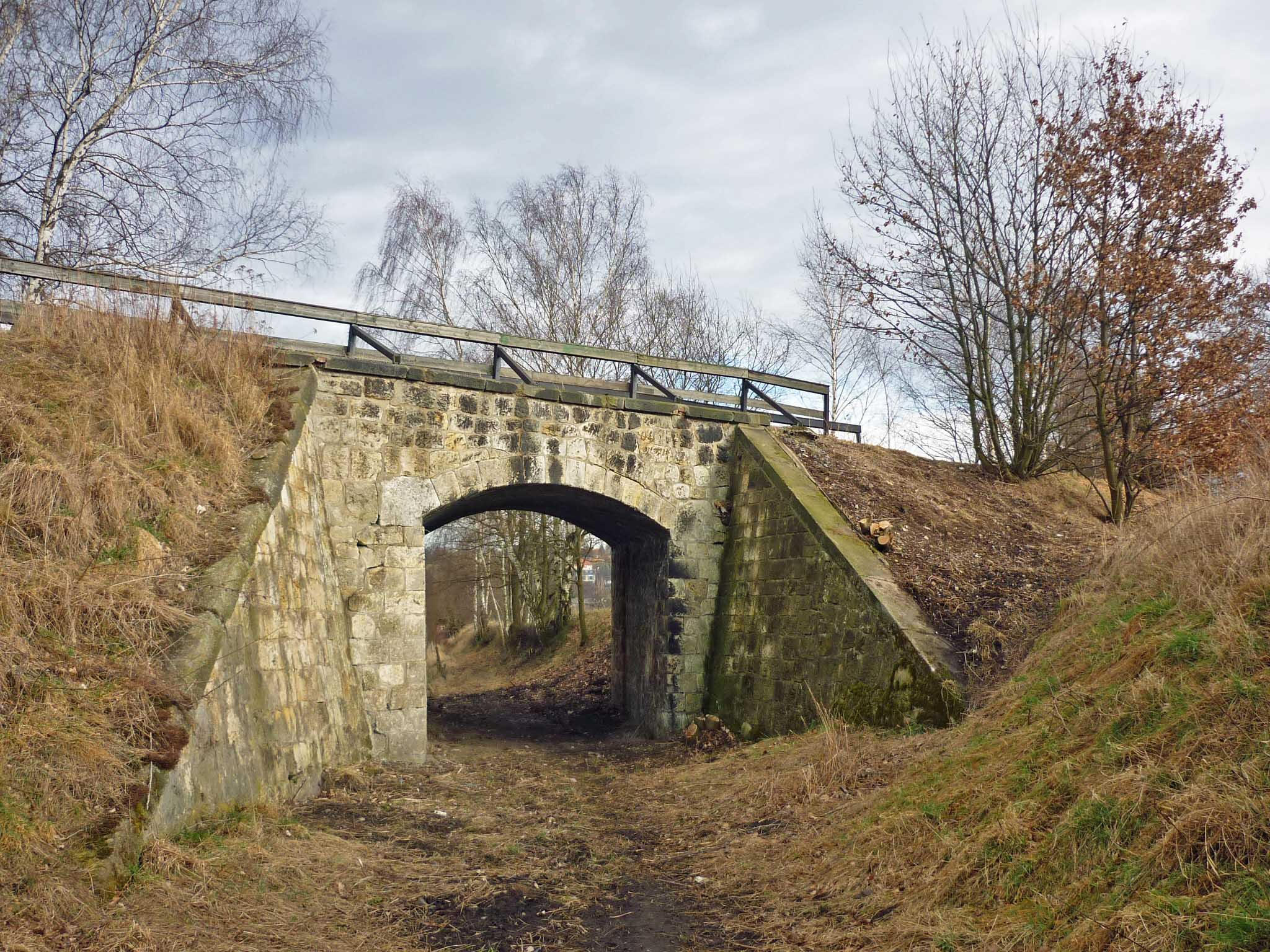
Alte Bahnbrücke in Kleinnaundorf

Die auch historisch bedeutendste der Straßen in Kleinnaundorf ist die Kohlenstraße, über die in den heutigen Bannewitzer und Freitaler Ortsteilen östlich des Windbergs geförderte Steinkohle nach Dresden transportiert wurde. Sie ist als Kreisstraße 9016 klassifiziert und führt zwischen Burgk und Bannewitz in einem Bogen westlich um den Ortskern Kleinnaundorfs herum. Dieser wird im Wesentlichen durch die Steigerstraße (von Süden) und die Kleinnaundorfer Straße (von Norden) angebunden. Die Kleinnaundorfer Straße verbindet den Ort mit Burgk und über die sich anschließende Burgker Straße auch mit der Kernstadt an der Weißeritz.

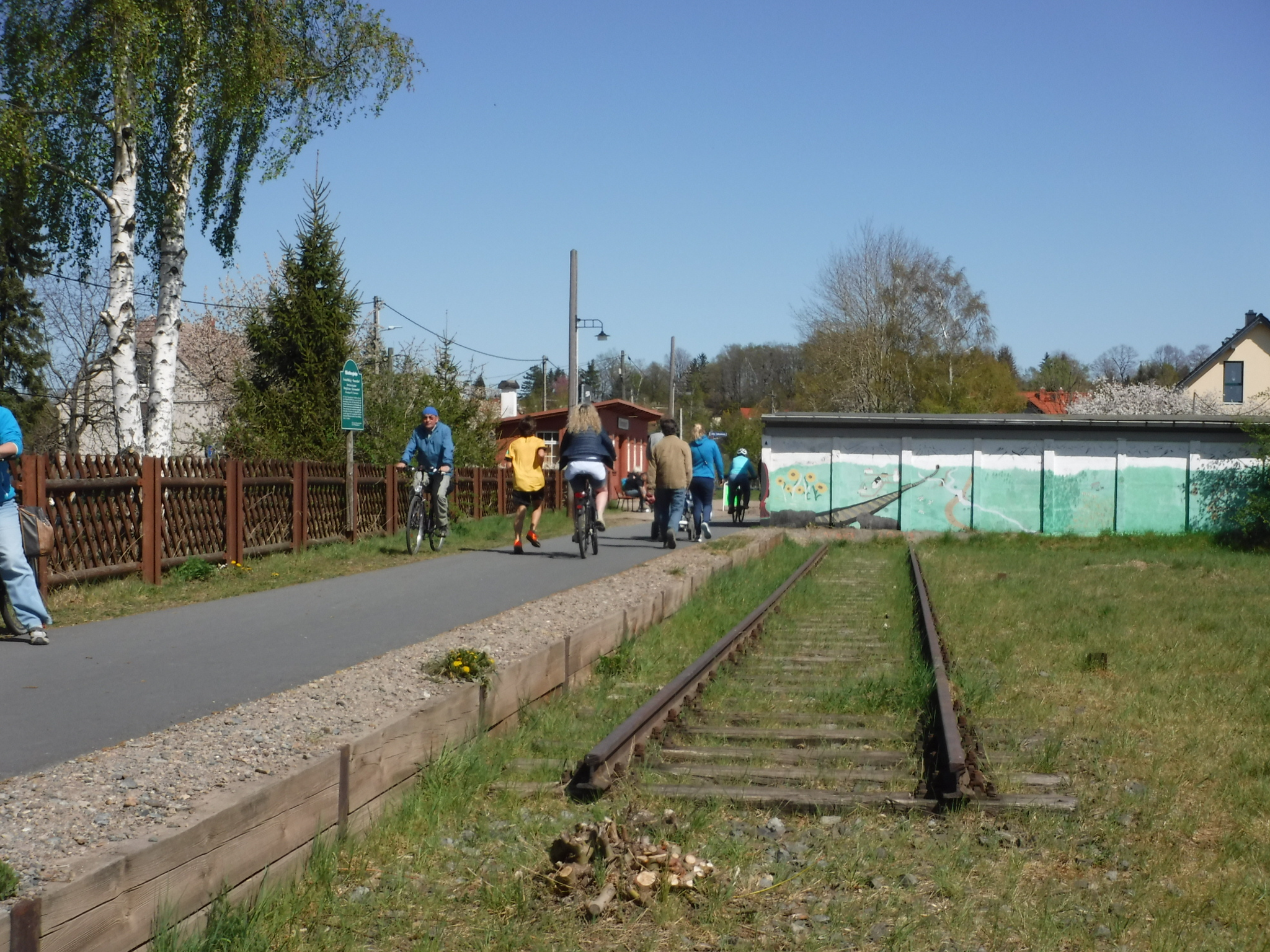
Der Guido-Brescius-Weg wird als Fuß- und Radweg genutzt

Ebenfalls im Zusammenhang mit der Kohlenförderung um Kleinnaundorf stand die normalspurige Windbergbahn, an der Kleinnaundorf einen Haltepunkt südlich des Ortskerns hatte und die bis zur Stilllegung der Strecke im Jahr 1957 eine direkte Verbindung zum Dresdner Hauptbahnhof herstellte. Auf dem alten Bahndamm wird auf Kleinnaundorfer Flur nun eine Wander- und Radwegeverbindung (Guido-Brescius-Weg) zwischen Burgk und Bannewitz geführt.
Der Regionalverkehr Sächsische Schweiz-Osterzgebirge bindet Kleinnaundorf mit einer Freitaler Stadtbuslinie sowie zwei Regionallinien an den öffentlichen Nahverkehr an. Über die Kohlenstraße besteht in Burgk zudem Anschluss an das Netz der Dresdner Verkehrsbetriebe (DVB) in Richtung der Gleisschleife Coschütz und des Hauptbahnhofs. Bis zum Frühjahr 2014 gab es eine durch die DVB betriebene Direktverbindung per Bus zwischen der Steigerstraße in Kleinnaundorf und Coschütz.